# Peru Future Series
Die Peru Future Series ist im Badminton eine offene internationale Meisterschaft von Peru. 2018 wurde die Meisterschaft zum ersten Mal ausgetragen.

## Die Sieger
| Saison    | Herreneinzel                     | Dameneinzel       | Herrendoppel                           | Damendoppel                     | Mixed                            |
| --------- | -------------------------------- | ----------------- | -------------------------------------- | ------------------------------- | -------------------------------- |
| 2018      | Luis Ramón Garrido               | Daniela Macías    | José Guevara Daniel La Torre           | Daniela Macías Dánica Nishimura | Daniel La Torre Dánica Nishimura |
| 2019      | B. R. Sankeerth                  | Tahimara Oropeza  | Osleni Guerrero Leodannis Martínez     | Daniela Macías Dánica Nishimura | Vinson Chiu Breanna Chi          |
| 2020      | Yushi Tanaka                     | Momoka Kimura     | Rubén Castellanos Christopher Martínez | Daniela Macías Dánica Nishimura | Daniel La Torre Paula La Torre   |
| 2021 2022 | nicht ausgetragen                | nicht ausgetragen | nicht ausgetragen                      | nicht ausgetragen               | nicht ausgetragen                |
| 2023      | Muhammad Sultan Nurhabibu Mayang | Inés Castillo     | Koon Fung Kelvin Ho Samuel Ricketts    | Inés Castillo Paula La Torre    | Diego Mini Paula La Torre        |
| 2024      | abgesagt                         | abgesagt          | abgesagt                               | abgesagt                        | abgesagt                         |